# Okręgowe rozgrywki w piłce nożnej woj. warszawskiego (1923)
3. Edycja okręgowych rozgrywek w piłce nożnej województwa warszawskiego
| Rozgrywki | Poziomy rozgrywkowe w sezonie 1923 | Poziomy rozgrywkowe w sezonie 1923 | Poziomy rozgrywkowe w sezonie 1923 | Poziomy rozgrywkowe w sezonie 1923 | Poziomy rozgrywkowe w sezonie 1923 | Poziomy rozgrywkowe w sezonie 1923 | Poziomy rozgrywkowe w sezonie 1923 | Poziomy rozgrywkowe w sezonie 1923 | Poziomy rozgrywkowe w sezonie 1923 |                    |
| --------- | ---------------------------------- | ---------------------------------- | ---------------------------------- | ---------------------------------- | ---------------------------------- | ---------------------------------- | ---------------------------------- | ---------------------------------- | ---------------------------------- | ------------------ |
| Centralne | I poziom ligowy                    | Mistrzostwa Polski                 | Mistrzostwa Polski                 | Mistrzostwa Polski                 | Mistrzostwa Polski                 | Mistrzostwa Polski                 | Mistrzostwa Polski                 | Mistrzostwa Polski                 | Mistrzostwa Polski                 | Mistrzostwa Polski |
| Okręgowe  | II poziom ligowy                   | Klasa A gr.I                       | Klasa A gr.I                       | Klasa A gr.I                       | Klasa A gr.I                       | Klasa A gr.I                       | Klasa A gr.I                       | Klasa A gr.I                       | Klasa A gr.I                       |                    |
| Okręgowe  | III poziom ligowy                  | Klasa B gr.I                       | Klasa B gr.I                       | Klasa B gr.I                       | Klasa B gr.I                       | Klasa B gr.II                      | Klasa B gr.II                      | Klasa B gr.II                      | Klasa B gr.II                      |                    |
| Okręgowe  | IV poziom ligowy                   | Klasa C gr.I                       | Klasa C gr.I                       | Klasa C gr.II                      | Klasa C gr.II                      | Klasa C gr.III                     | Klasa C gr.III                     | Klasa C gr.IV                      | Klasa C gr.IV                      |                    |

## Klasa A - II poziom rozgrywkowy
| Poz. | Drużyna            | M | Z | R | P | Bramki | Pkt. |
| ---- | ------------------ | - | - | - | - | ------ | ---- |
| 1    | Polonia Warszawa   | 6 | 3 | 2 | 1 | 18:6   | 8    |
| 2    | Warszawianka (b)   | 6 | 3 | 2 | 1 | 13:11  | 8    |
| 5    | WKS Legia Warszawa | 6 | 3 | 0 | 3 | 14:10  | 6    |
| 4    | AZS Warszawa (b)   | 6 | 1 | 0 | 5 | 6:24   | 2    |

- Dodatkowy mecz o 1 miejsce: Polonia : Warszawianka 7:1 (wynik nie jest wliczony do tabeli).
- Przed sezonem fuzja WKS-u z Koroną Warszawa, klub na chwilę zmienił nazwę na WKS Korona[1], następnie przed startem nowego sezonu na WKS Legia.[2]

## Klasa B - III poziom rozgrywkowy
Awans: Varsovia i Czarni Radom.
| Poz. | Drużyna            | M | Z | R | P | Bramki | Pkt. |
| ---- | ------------------ | - | - | - | - | ------ | ---- |
| 1    | Varsovia Warszawa  |   |   |   |   |        | -    |
| 2    | Czarni Radom       |   |   |   |   |        | -    |
| 3    | WTC Warszawa       |   |   |   |   |        | -    |
| 4    | Orkan Warszawa     |   |   |   |   |        | -    |
| 5    | Makabi Warszawa    |   |   |   |   |        | -    |
| 6    | Barkochba Warszawa |   |   |   |   |        | -    |
| 7    | WKS Modlin         |   |   |   |   |        | -    |

| Poz. | Drużyna                | M | Z | R | P | Bramki | Pkt. |
| ---- | ---------------------- | - | - | - | - | ------ | ---- |
| 1    | Warszawianka II        |   |   |   |   |        | -    |
| b.d. | WKS Legia II Warszawa  |   |   |   |   |        | -    |
| b.d. | Polonia II Warszawa    |   |   |   |   |        | -    |
| b.d. | AZS II Warszawa        |   |   |   |   |        | -    |
| b.d. | WKS Siedlce            |   |   |   |   |        | -    |
| b.d. | Makabi II Warszawa (?) |   |   |   |   |        | -    |

## Klasa C - IV poziom rozgrywkowy
Awans: Skra Warszawa, RKS Radom, Ruch Warszawa, Pogoń Warszawa, Olimpia Warszawa.
| Poz. | Drużyna              | M | Z | R | P | Bramki | Pkt. |
| ---- | -------------------- | - | - | - | - | ------ | ---- |
| 1    | Skra Warszawa        |   |   |   |   |        | -    |
| b.d. | Śmiały Warszawa      |   |   |   |   |        | -    |
| b.d. | Koło Głuch. Warszawa |   |   |   |   |        | -    |
| b.d. | KPWF Warszawa        |   |   |   |   |        | -    |
| b.d. | Ascola Warszawa      |   |   |   |   |        | -    |
| b.d. | Przebój Warszawa     |   |   |   |   |        | -    |

| Poz. | Drużyna              | M | Z | R | P | Bramki | Pkt. |
| ---- | -------------------- | - | - | - | - | ------ | ---- |
|      | Ruch Warszawa        |   |   |   |   |        | -    |
|      | Pogoń Warszawa*      |   |   |   |   |        | -    |
| b.d. | Warszawianka III     |   |   |   |   |        | -    |
| b.d. | Polonia III Warszawa |   |   |   |   |        | -    |
| b.d. | WTC II Warszawa      |   |   |   |   |        | -    |

- Pogoń Warszawa awansowała do klasy B, nie ma pewności co do startu w tej grupie.

| Poz. | Drużyna           | M | Z | R | P | Bramki | Pkt. |
| ---- | ----------------- | - | - | - | - | ------ | ---- |
| 1    | Olimpia Warszawa  |   |   |   |   |        | -    |
| b.d. | Strzelec Warszawa |   |   |   |   |        | -    |
| b.d. | ZAWF Warszawa     |   |   |   |   |        | -    |
| b.d. | Orlę Warszawa     |   |   |   |   |        | -    |
| b.d. | Królewia Warszawa |   |   |   |   |        | -    |

| Poz. | Drużyna               | M | Z | R | P | Bramki | Pkt. |
| ---- | --------------------- | - | - | - | - | ------ | ---- |
| 1    | RKS Radom             |   |   |   |   |        | -    |
| b.d. | WKS 72PP Radom        |   |   |   |   |        | -    |
| b.d. | Orkan II Warszawa     |   |   |   |   |        | -    |
| b.d. | Barkochba II Warszawa |   |   |   |   |        | -    |
| b.d. | Barkochba Radom       |   |   |   |   |        | -    |

- W trakcie sezonu Królewia Warszawa miała się rozwiązać, a jej wyniki miano anulować[3]. Informacja ta jest niepotwierdzona, gdyż w późniejszym czasie prasa (np. Tygodniku Sportowym) zamieszczała wyniki Królewii.